# Laurentien Brinkhorst

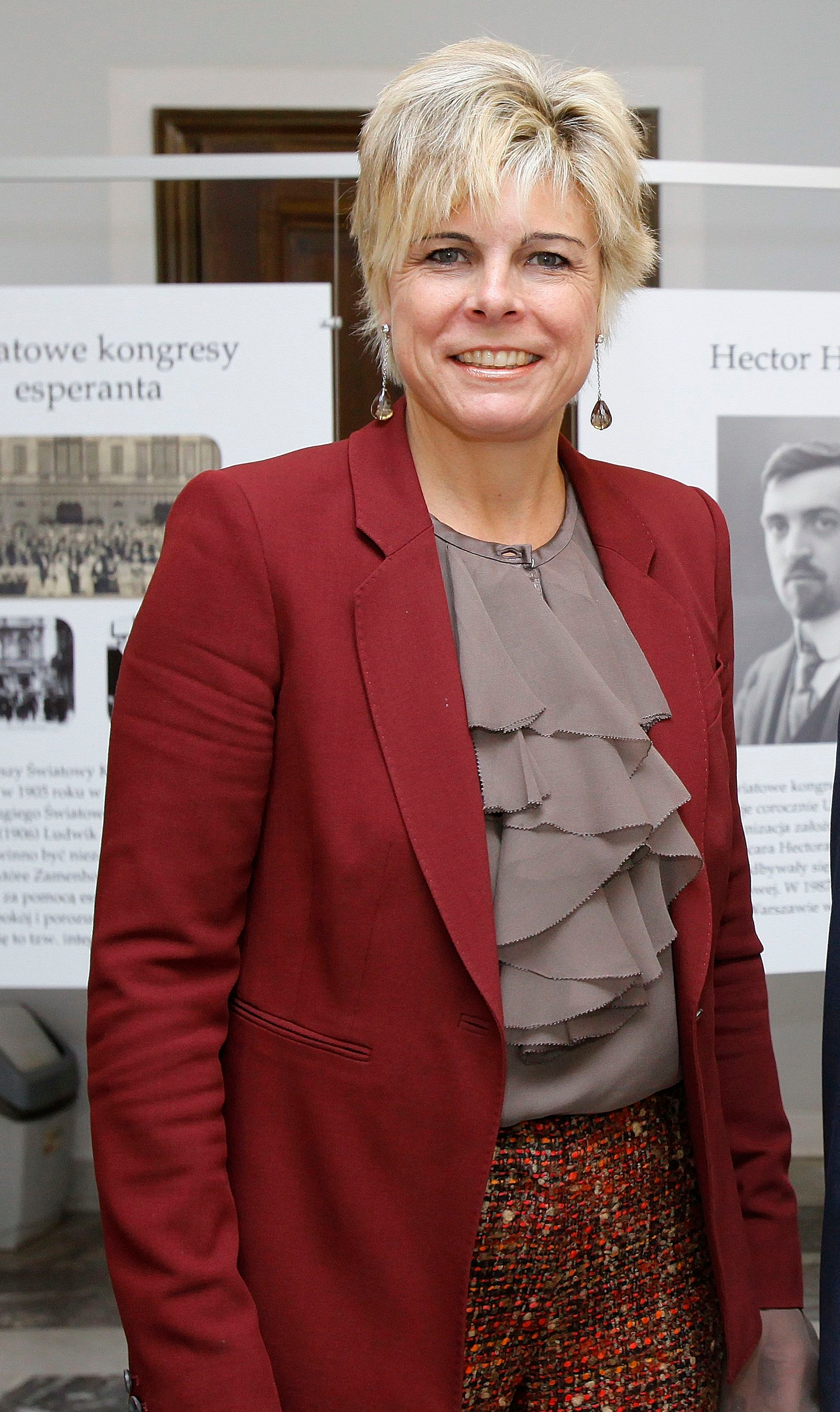
Laurentien, Prinzessin der Niederlande (2012)

Petra Laurentien Brinkhorst, Prinzessin der Niederlande, Prinzessin von Oranien-Nassau, Frau von Amsberg (* 25. Mai 1966 in Leiden, Niederlande) ist eine Aktivistin gegen Analphabetismus und ehemalige Kommunikationsberaterin. Seit ihrer Eheschließung mit Prinz Constantijn von Oranien-Nassau wird sie mit Königliche Hoheit angesprochen.

## Leben

### Jugend und Ausbildung
Petra Laurentien Brinkhorst ist die einzige Tochter von Laurens Jan Brinkhorst, einem ehemaligen Wirtschaftsminister der Niederlande, und Jantien Heringa. Ihre Schulzeit verbrachte Laurentien Brinkhorst teilweise in Den Haag und später in Tokio (wo ihr Vater für die Europäische Wirtschaftsgemeinschaft tätig war). Nach Abschluss der Schule studierte sie Geschichte an der Rijksuniversiteit Groningen. Anschließend studierte sie Politikwissenschaften an der Queen Mary University in London und Journalismus an der University of California in Berkeley.

### Berufliche Tätigkeit
Ihre berufliche Karriere begann Laurentien Brinkhorst 1991 bei CNN in Atlanta. Im Mai 1992 wechselte sie ans Belmont European Policy Centre in Brüssel und arbeitete später für den Tabakkonzern Philip Morris. 1997 wurde sie stellvertretende Direktorin einer PR-Firma und im Jahr 2000 Mitglied des Vorstandes der Brüsseler Beratungsfirma van Adamson BSMG Worldwide. Von Juli 2001 bis Mai 2003 arbeitete sie für die Londoner Niederlassung des Unternehmens. Seit Mai 2003 war sie für einen unabhängigen Kommunikationsberater in Brüssel tätig. Sie ist derzeit für die European Climate Foundation aktiv.

### Ehe und Familie
Am 16. Dezember 2000 wurde die Verlobung mit Prinz Constantijn bekanntgegeben. Am 17. Mai 2001 fand im Alten Ratssaal in der Javastraat die standesamtliche Trauung durch den Bürgermeister von Den Haag, Wim Deetman, statt. Zwei Tage später nahm Carel ter Linden die kirchliche Trauung in der St. Jacobskerk in Den Haag vor. Prinzessin Laurentien wurde durch die Heirat nicht in den Adelsstand erhoben, trägt aber den Titel ihres Mannes.
Das Ehepaar hat drei Kinder:
- Eloise Sophie Beatrix Laurence Gravin van Oranje-Nassau, Jonkvrouw van Amsberg (* 8. Juni 2002 in Den Haag)
- Claus-Casimir Bernhard Marius Max Graaf van Oranje-Nassau, Jonkheer van Amsberg (* 21. März 2004 in Den Haag)
- Leonore Marie Irene Enrica Gravin van Oranje-Nassau, Jonkvrouw van Amsberg (* 3. Juni 2006 in Den Haag)

Prinz Constantijn und Prinzessin Laurentien leben mit ihren Kindern in Den Haag.

## Aufgaben und Interessen

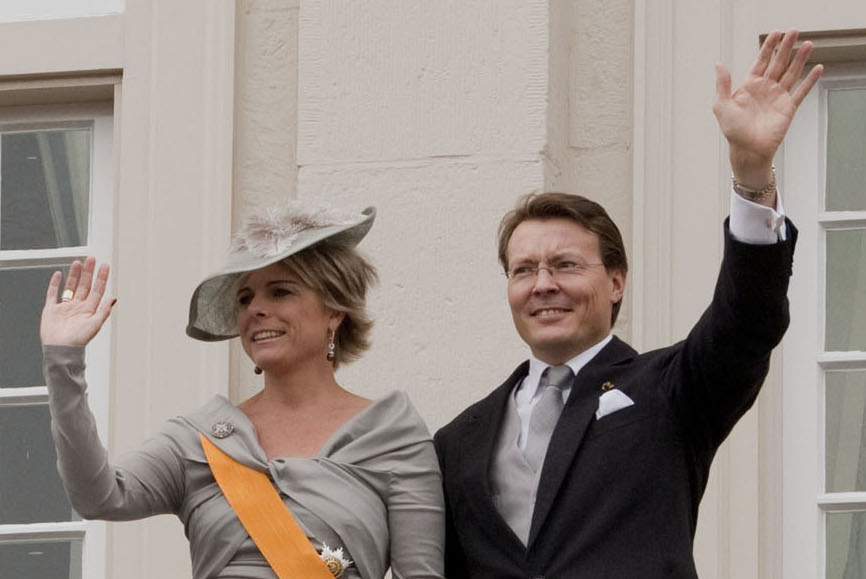
Prinzessin Laurentien mit ihrem Ehemann

### Öffentliche Auftritte
Als Mitglied des niederländischen Königshauses nimmt Prinzessin Laurentien repräsentative Aufgaben wahr. Dies ist besonders beim Königstag und beim Prinzentag der Fall. 

### Soziales Engagement
Seit dem Jahr 2001 setzt sich die Prinzessin gegen Analphabetismus ein (sie hatte bereits in Brüssel ehrenamtlich Unterricht für Analphabeten gegeben). Hierbei konzentriert sie sich auf Projekte, die sich der Bekämpfung des Analphabetismus unter Erwachsenen widmen. Darüber hinaus unterstützt sie auch Initiativen, die das Lesen von Kindern und Jugendlichen fördern. Am 27. Mai 2004 wurde auf ihre Initiative hin die Stichting Lezen & Schrijven (Stiftung Lesen und Schreiben) gegründet. Seit 2009 ist sie ehrenamtlich als UNESCO-Botschafterin für Alphabetisierung tätig. Am 1. Februar 2011 wurde die Prinzessin zur Vorsitzenden der High Level Group of Experts on Literacy der Europäischen Kommission ernannt, die 2012 ihren Abschlussbericht vorlegte. Im November 2017 legte Prinzessin Laurentien ihr Amt als Ehrenpräsidentin der Stichting Lezen & Schrijven nieder. 
Auf dem Gebiet der Nachhaltigkeit und des Naturschutzes ist Prinzessin Laurentien unter anderem im Rahmen der Missing Chapter Foundation aktiv. Diese von ihr 2009 gegründete Stiftung regt Entscheidungsträger dazu an, die Sicht von Kindern und Jugendlichen bei ihren Entscheidungen zu berücksichtigen.

## Kinderbücher
Unter ihrem Pseudonym „Laurentien van Oranje“ schrieb sie drei Kinderbücher:
- Mr. Finney en de wereld op zijn kop, Querido’s Uitgeverij, Amsterdam 2009, ISBN 978-90-451-1029-5. (Mit Illustrationen von Sieb Posthuma)[6]
- Mr Finney en de andere kant van het water, Querido Uitgeverij, Amsterdam 2011, ISBN 978-90-451-1158-2.
- Mr Finney en het raadsel in de bomen, Querido Uitgeverij, Amsterdam 2013, ISBN 978-90-451-1612-9.

Darüber hinaus schrieb Laurentien Brinkhorst zusammen mit Kinderbuch-Autor Paul van Loon De Sprookjessprokkelaar (2014) – der zweite Band der Reihe erschien 2019 – sowie zusammen mit Jeroen Smit Nog Lang en Gelukkig (2016).